# 프랑수아 6세 드 라로슈푸코 공작
프랑수아 6세 드 라로슈푸코 공작(프랑스어: François VI, Duc de La Rochefoucauld, 문화어: 프랑쑤아 드 라 라쉬푸꼬, 1613년 9월 15일 ~ 1680년 3월 17일)는 프랑스의 귀족 출신 작가이자 모랄리스트이다. 대귀족의 장남으로 파리에서 출생하였다. 16세에 이탈리아 전쟁에 참가한 후부터 사랑과 야심에 찬 모험의 시대를 보낸다. 루이 13세의 궁정에 들어갔으나 왕비 안 도트리슈의 심복인 미모의 슈브뢰즈 공작 부인과 정을 통하고, 왕비의 반(反) 리슐리외 음모에 가담, 발각되어서 1637년 8일간 바스티유 감옥에 갇혔었다. 그 후 왕비의 냉대와 롱게빌 공작 부인의 선동도 있어 프롱드의 난에 가담, 1652년 상 앙투안의 결전에서 실명(失明)에 가까운 중상을 입었다. 이때 롱게빌 부인은 이미 그에게서 떠난 뒤였다. 그는 그때부터 일체의 정치적 야심을 포기하고, 고향 베르트유로 돌아가 <회상록>을 집필했다. 이와 같은 음모·배신, 그리고 절망이 그의 인간을 완성시켜 '막심(箴言)'의 하나하나를 생기 있는 것으로 만들었다. 1658년 다시 파리의 사교계에 돌아와서 오네트 옴(良識人)으로서 사블레 부인 등의 살롱에서 사색을 계속했다. 또한 이 무렵 <클레브 공작 부인>의 저자 라파예트 부인과 교제를 시작하여 만년까지 계속되었다. 1665년 익명으로 <막심>을 간행하여, 특유의 예리한 통찰력과 농후한 페시미즘에 의해서 인간 심리의 심층에 담긴 '자기애(自己愛)'를 예리하게 그려내어 이 장르에 새로운 바람을 불어넣었다.

## 같이 보기
- 잠언집